# Mes funérailles à Berlin
Pour plus de détails, voir Fiche technique et Distribution.
Mes funérailles à Berlin (Funeral in Berlin) est un film d'espionnage britannique réalisé par Guy Hamilton, sorti en 1966.
Il s'agit du second d'une série de cinq films et téléfilms d'espionnage réalisés dans les années 1960 et 90, dans laquelle Michael Caine incarne l'agent Harry Palmer, personnage créé par Len Deighton : Ipcress, danger immédiat (1965), Mes funérailles à Berlin (1966), Un cerveau d'un milliard de dollars (1967), Bullet to Beijing (en) (1995) et Midnight in Saint Petersburg (en) (1996).

## Synopsis
Harry Palmer, un agent de l'Intelligence Service, vient d'être chargé d'une nouvelle mission. Il doit aider un fonctionnaire russe à passer à l'Ouest. L'homme en question est le colonel Stok, un déserteur qui a contacté les services secrets britanniques et demandé leur aide. Palmer s'exécute, mais commence à s'interroger au sujet de cet officier supérieur. En effet, la fuite du colonel semble avoir été organisée par les Russes eux-mêmes, qui en ont profité pour se débarrasser du passeur allemand. Palmer n'est pas au bout de ses surprises, car le correspondant anglais à Berlin s'avère être un ancien nazi, qui agit sous couvert d'une fausse identité.

## Fiche technique
- Titre : Mes funérailles à Berlin
- Titre original : Funeral in Berlin
- Réalisation : Guy Hamilton, assisté de Peter Medak
- Scénario : Evan Jones, d'après le roman de Len Deighton
- Images : Otto Heller
- Musique : Konrad Elfers
- Décors : Ken Adam et Peter Murton
- Montage : John Bloom
- Production : Harry Saltzman, Charles D. Kasher, pour Jovera S.A., Lowndes Productions Limited et Paramount Pictures
- Pays d'origine :  Royaume-Uni
- Langues : anglais, allemand
- Format : Couleur (Technicolor) - 2,35:1 - Mono panavision
- Genre cinématographique : Espionnage, Thriller
- Durée : 102 minutes
- Dates de sortie :
  - 22 décembre 1966 États-Unis (New York)
  - 23 février 1967 Royaume-Uni
  - 22 février 1967 France

## Distribution
- Michael Caine (VF : Michel Roux) : Harry Palmer
- Paul Hubschmid (VF : Jean-Pierre Duclos) : Johnny Vulkan
- Oskar Homolka (VF : Serge Nadaud) : Colonel Stok
- Eva Renzi (VF : Lisette Lemaire) : Samantha Steel
- Thomas Holtzmann (VF : Michel Gatineau) : Reinhardt
- Günter Meisner (VF : Jean Berger) : Kreutzman
- Heinz Schubert (VF : Jacques Marin) : Aaron Levine
- Marthe Keller : Brigit (non créditée)
- Guy Doleman (VF : Jacques Beauchey) : Ross
- Hugh Burden (VF : Roger Carel) : Hallam
- Wolfgang Völz (VF : William Sabatier) : Werner
- Rachel Gurney (VF : Renée Simonot) : Mrs. Ross
- John Abineri (VF : Henry Djanik) : Otto Rukel
- David Glover : Chico
- Sarah Brackett (VF : Michèle Bardollet) : Babcock